# Marino Vigna
Marino Vigna (Milán, 6 de noviembre de 1938) es un deportista italiano que compitió en ciclismo en las modalidades de pista, especialista en la prueba de persecución por equipos, y ruta.
Participó en los Juegos Olímpicos de Roma 1960, obteniendo una medalla de oro en la prueba de persecución por equipos (junto con Luigi Arienti, Franco Testa y Mario Vallotto).
En carretera su mayor éxito es la victoria en una etapa del Giro de Italia 1963.

## Medallero internacional
| Juegos Olímpicos | Juegos Olímpicos | Juegos Olímpicos | Juegos Olímpicos        |
| Año              | Lugar            | Medalla          | Competición             |
| ---------------- | ---------------- | ---------------- | ----------------------- |
| 1960             | Roma (Italia)    | Medalla de oro   | Persecución por equipos |

## Palmarés
- 1960
  -  Medalla de oro en los Juegos Olímpicos de Roma en persecución por equipos
  - 1.º en la Milán-Tortona
  - 1.º en la Coppa d'Inverno
- 1963
  - Vencedor de una etapa en el Giro de Italia
- 1964
  - 1.º en los Tres Valles Varesinos
  - 1.º en el Giro de las Tres Provincias
  - Vencedor de una etapa del Tour de Romandía
- 1965
  - 1.º en el Trofeo Laigueglia
- 1966
  - 1.º en la Milà-Torí

### Resultados en el Giro de Italia
- 1963. Abandona. Vencedor de una etapa
- 1965. 73.º de la clasificación general
- 1966. 60.º de la clasificación general

### Resultados en la Vuelta a España
- 1966. 60.º de la clasificación general